# دریاچه سووا
دریاچه سووا (به ژاپنی: 諏訪湖, Suwa-ko)، دریاچه ای است که در کوه‌های کیسو، در ناحیه مرکزی استان ناگانو، در ژاپن قرار دارد.